# Thompson Airport
Thompson Airport är en flygplats i Kanada. Den ligger i provinsen Manitoba, i den centrala delen av landet, 1 900 km nordväst om huvudstaden Ottawa. Thompson Airport ligger 222 meter över havet.